# Црква Светог великомученика Прокопија у Високом
Црква Светог великомученика Прокопија је храм Српске православне цркве који се налази у Високом, у Босни и Херцеговини. Припада дабробосанској митрополији, архијерејском намесништву Сарајевском и седиште је Височке парохије. Посвећен је светом великомученику Прокопију.
Ова црква је саграђена 1857. године. Обновљена је 1998. године. Парохијски дом је подигнут 1935. године, а сада је потпуно демолиран. Дом Светог Саве је подигнут 1984. године на темељима старе српске школе. Српски дом који користи Кожарски комбинат Високо враћен је цркви 1991. године. Комбинат је пристао да плаћа кирију али је рат 1992. године омео реализацију уговора. Парохију у Високом су опслуживали свештеници: Слободан Радовић; Војислав Чаркић и Миломир Ковач. Сада парохију опслужује парох какањски.
Током рата у Босни и Херцеговини збирка је сачувана тако што су иконе пренесене у подрум МУП-а у Високом. Из подрума МУП-а у Високом, како би се обезбиједили бољи услови за чување, иконе су пренесене у фрањевачки самостан у Високом. Након рата иконе су са одговарајућим пописом и записником о њиховом стању предате Српској православној цркви у Сарајеву. У јулу 2019. почела је обнова цркве коју је подржао је велики број привредника из Високог, као и сама локална власт.
Црква је проглашена националним спомеником Босне и Херцеговине одлуком Комисије за очување националних споменика 8. марта 2004. године.
Национални споменик састоји се од цркве, црквеног дворишта, оградног зида, улазне капије, парохијског дома и покретног насљеђа које чини 18 икона: Деизис са арханђелима Михајлом и Гаврилом, Васкрсење Христово са празничним сценама, Мадона са Христом, Св. Никола, Св. јеванђелист Марко,Крштење Христово, Св. Георгије убија аждају, Богородица са Христом, Св. Петка и Св. Димитрије, Св. Никола, Св. Митар, Нерукотворени Христов лик на пешкиру, Мандилиум, Јерусалим, Јерусалим, Св. Лука, Св. Марко, Св. Јован и Св. Матија